# Mercedes-Benz 500K Spezialroadster
Mercedes-Benz 500K Spezialroadster — спортивний автомобіль німецької компанії Mercedes-Benz. Індекс К у позначенні вказує на наявність в моторі компресора (нім. kompressor), який підвищував потужність з 100 к.с. до 160 к.с.
Двомісна, дводверна модель з кузовом родстер була збудована на базі шасі «В» моделі Mercedes-Benz 500K із зміщеними на 185 мм назад мотором, трансмісією і встановленим понад передньою віссю радіатором (1936). У моторі використовувалась паливна помпа (компресор) системи Роотса. 8-циліндровий рядний мотор мав об'єм 5018 см³, по 2 клапани на циліндр системи OHV (Over Head Valve). Усі колеса мали незалежну підвіску з системою важелів, гідравлічний привід гальма. Коробка передач отримала синхронізатори 3 передач з чотирьох. Автомашина отримала склоочисники з електроприводом, центральний замок, вказівники поворотів. Було побудовано 26 екземплярів Spezialroadster.
На аукціоні 2012 Mercedes-Benz 500K Spezialroadster було продано за 11.770.000 доларів.